# لوكاس قواتيريز
لوكاس قواتيريز (بالبرتغالية: Lucas Gaúcho‏) (13 يونيو 1991 في البرازيل – )؛ هو لاعب كرة قدم كان يلعب كمهاجم.

## وصلات خارجية
- لوكاس قواتيريز على موقع رابطة كرة القدم اليابانية للمحترفين (اليابانية)
- لوكاس قواتيريز على موقع قاعدة بيانات كرة القدم.إي يو (الإنجليزية)
- لوكاس قواتيريز على موقع Soccerway.com (الإنجليزية)
- لوكاس قواتيريز على موقع عالم كرة القدم.نت (الإنجليزية)
- لوكاس قواتيريز على موقع كووورة